# Moreto Cassamá
Moreto Cassamá est un footballeur international bissaoguinéen, né le 16 février 1998 à Bissau. Il évolue au poste de milieu de terrain à l'Omónia Nicosie.

## Biographie

### En club
Né à Bissau, mais arrivé très jeune au Portugal, Moreto Cassamá est repéré par le Sporting, à 12 ans; il est très vite convoqué dans les sélections jeunes du pays. Il rejoint en 2013 le FC Porto où il continue à progresser; À partir de 2016, Moreto joue régulièrement avec la réserve du club portuan, en D2 portugaise. Il joue 22 matchs en UEFA Youth League et parvient en demi-finale de cette compétition européenne U19 en 2017. Puis il remporte la Premier League International Cup, la compétition européenne U23, toujours avec le FC Porto en 2018.
Le 31 janvier 2019, le jeune milieu relayeur portugais est transféré au Stade de Reims. Il joue son premier match en Ligue 1 le 28 avril 2019, au Stade Raymond-Kopa, contre Angers SCO (1-1). Il inscrit son premier but dans ce championnat le 24 février 2020, également à Angers (victoire 1-4).
« Révélation de l'année dans les rangs stadistes, Moreto Cassama prolonge jusqu'en 2024 »annonce le Stade de Reims, en mai 2020.
Au début de la saison 2022-2023, il est victime de la concurrence à son poste et n'entre plus dans les plans du Stade de Reims. Après cinquant-sept matchs et quatre buts, il quitte le club en août 2022 contre 1,5 million d'euros et rejoint l'Omónia Nicosie à Chypre,.

### En sélection nationale
Moreto Cassama dispute sa première compétition internationale lors de la Coupe d'Afrique des nations 2019 en Égypte. Deux ans plus tard, il est de nouveau convoqué pour participer à la Coupe d'Afrique des nations 2021 au Cameroun. En décembre 2023, il est retenu dans la liste des vingt-cinq joueurs bissao-guinéens sélectionnés par Baciro Candé pour disputer la Coupe d'Afrique des nations 2023.

## Statistiques
| Saison                | Club                  | Championnat           | Championnat | Championnat | Coupe nationale | Coupe nationale | Coupe de la Ligue | Coupe de la Ligue | Compétition(s) continentale(s) | Compétition(s) continentale(s) | Compétition(s) continentale(s) | Guinée-Bissau | Guinée-Bissau | Total | Total |
| Saison                | Club                  | Division              | M.          | B.          | M.              | B.              | M.                | B.                | Comp.                          | M.                             | B.                             | M.            | B.            | M.    | B.    |
| 2017-2018             | FC Porto B            | Ledman LigaPro        | 17          | 1           | -               | -               | -                 | -                 | -                              | -                              | -                              | -             | -             | 17    | 1     |
| 2018-2019             | FC Porto B            | Ledman LigaPro        | 8           | 0           | -               | -               | -                 | -                 | -                              | -                              | -                              | -             | -             | 8     | 0     |
| Sous-total            | Sous-total            | Sous-total            | 25          | 1           | -               | -               | -                 | -                 | -                              | -                              | -                              | -             | -             | 25    | 1     |
| 2018-2019             | Stade de Reims        | Ligue 1               | 1           | 0           | -               | -               | -                 | -                 | -                              | -                              | -                              | -             | -             | 1     | 0     |
| 2019-2020             | Stade de Reims        | Ligue 1               | 7           | 1           | -               | -               | -                 | -                 | -                              | -                              | -                              | 4             | 0             | 11    | 1     |
| 2020-2021             | Stade de Reims        | Ligue 1               | 29          | 1           | 1               | 0               | -                 | -                 | C3                             | 1                              | 0                              | 3             | 0             | 34    | 1     |
| 2021-2022             | Stade de Reims        | Ligue 1               | 1           | 2           | -               | -               | -                 | -                 | -                              | -                              | -                              | -             | -             | 1     | 2     |
| Sous-total            | Sous-total            | Sous-total            | 38          | 4           | 1               | 0               | -                 | -                 | -                              | 1                              | 0                              | 7             | 0             | 47    | 4     |
| Total sur la carrière | Total sur la carrière | Total sur la carrière | 63          | 5           | 1               | 0               | -                 | -                 | -                              | 1                              | 0                              | 7             | 0             | 72    | 5     |

## Palmarès
- Vainqueur de la Premier League International Cup en 2018 (FC Porto)